# Sŵnami
Sŵnami je velšská indierocková hudební skupina z města Dolgellau na severu Walesu. Jejími členy jsou Ifan Davies (zpěv), Ifan Ywain (kytara), Gerwyn Murray (baskytara), Lewis Williams (bicí) a Gruff Jones (syntezátory). V roce 2011 skupina vyhrála souboj kapel na festivalu National Eisteddfod ve Wrexhamu. Po vydání několika singlů vydala kapela v roce 2013 pětipísňové extended play Du a Gwyn. Roku 2015 následovala první dlouhohrající deska s názvem Sŵnami. Ta kapele vynesla nominaci na Welsh Music Prize. Zároveň se stala nejlepším velšskojazyčným albem roku na festivalu National Eisteddfod.